# زويا بيرزاد
زويا بيرزاد ((بالفارسية: زویا پیرزاد) (بالأرمنية: Զոյա Փիրզադ)‏ مواليد 1952 في عبادان) كاتبة وروائية إيرانية معاصرة، لها أصول أرمنية من جهة والدتها  نشأت في طهران وهي متزوجة ولها ولدين: ساشا وشيرفين.

## المسار المهني
نشرت بيرزاد روايتها الأولى: "سأقوم بإطفاء الأنوار" باللغة الإنجليزية، باسم الأشياء التي تركناها دون أن يُقال عنها عدة مرات في إيران وتمت ترجمتها إلى عدة لغات.
جاءت الرواية خلال مرحلة تاريخية شعرن فيها العديد من النساء الإيرانيات المتعلمات والمثقفات أنهن أسرهن في منازلهن بسبب المعتقدات الإسلامية الشائعة ولم يُسمح لهن بالمشاركة في مجتمعهن، يمكن تحليل تلك القصة إستنادًا إلى نظريات النسوية التي تتعارض مع الأصولية، وهي فكرة أن الهوية الحقيقية للشخص تتكون من خصائص ثابتة وغير متغيرة. وبدلاً من ذلك، يدعم كوير فكرة أن الهوية الإنسانية تتكون من الثقافة التي يولد فيها المرء. إدراكًا لفكرة الجندر ما يعنيه أن يكون رجلًا أو امرأة وهو مفهوم متغير باستمرار فقد أصبحوا بنائيين اجتماعيين. كما أنها تستخدم نظريات علم نفس يونغ التي تشير إلى بعض اللاوعي لدينا الذي يتم مشاركته مع جميع أعضاء الجنس البشري الآخرين للتعبير عن تأثيرات الأجيال الماضية، حيث لا تزال أفكارهم ومشاعرهم تجاه المرأة مستمرة في المجتمع الإيراني. في هذه القصة تتحدث عن رغبات المرأة الإيرانية الحديثة، والارتباك والحياة المنزلية للمرأة التي لم تعد تحققها.

## الجوائز
فازت «أنا سأطفئ الأضواء» بجائزة هوشانغ جولشيري الأدبية لعام 2002 عن «أفضل رواية للعام» عن «توصيفها الرائع وتمثيلها العبقري للمشاعر المتضاربة للمرأة، وخلق التشويق من خلال تشويه الحياة اليومية، وتقديم لغة منسجمة تمامًا موضوع وشخصيات الرواية».
أصبحت زويا بيرزاد أحدث شخصية إيرانية حاصلة على جائزة وسام فارس من وسام الشرف الفرنسي.

## مؤلفات
- أشياء تركناها دون أن نقولها (
- ، tr. فرانكلين لويس، لندن، 2012.
- المسافة بيننا عيد الفصح')، tr. إيمي موتلاج، لندن: Oneworld ، 2014.
- طعم البرسيمون القاتم
- مثل كل مساء
- سوف نعتاد عليه